# Dorothée-Hedwige de Brunswick-Wolfenbüttel
Dorothée Hedwige de Brunswick-Wolfenbüttel (3 février 1587, Wolfenbüttel – 16 octobre 1609, Zerbst) est une princesse de Brunswick-Wolfenbüttel de naissance et par mariage princesse d'Anhalt-Zerbst.

## Biographie
Dorothée Hedwige est l'aînée des enfants du duc Henri-Jules de Brunswick-Wolfenbüttel (1564-1613) de son premier mariage avec Dorothée de Saxe (1563-1587), fille de l'électeur Auguste Ier de Saxe (1526-1586). Sa mère meurt lors de l'accouchement.
Elle se marie le 29 décembre 1605 à Wolfenbüttel avec le prince Rodolphe d'Anhalt-Zerbst (1576-1621). Elle meurt en donnant naissance à son quatrième enfant mort-né, une princesse qui est née une heure après le décès de la mère. La princesse est enterrée dans l'Église de Zerbst. Sa devise était: La crainte de l'Éternel est le commencement de la sagesse.

## Descendance
De son mariage avec Rodolphe, Dorothée Hedwige a les enfants suivants:
- Fille mort-née (1606-1606)
- Dorothée d'Anhalt-Zerbst (1607-1634), mariée en 1623 au duc Auguste II de Brunswick-Wolfenbüttel (1579-1666)
- Éléonore d'Anhalt-Zerbst (1608-1680), mariée en 1632 au duc Frédéric de Schleswig-Holstein-Norbourg (1581-1658)
- Mort-né fille (1609-1609)

## Sources
- Auguste B. Michaelis, Julius Wilhelm Hamberger: Einleitung zu einer volständigen Geschichte der Coire - und Fürstlichen Häuser dans Teutschland, vol. 3, Meyer, 1785, p. 674